# Francesco Musotto
|  | No s'ha de confondre amb el seu avi Francesco Musotto. |

Francesco Musotto (Palerm, 1 de febrer de 1947) és un polític italià i diputat europeu elegit per primera vegada el 1999. Una petició seva va establir la doctrina que porta el seu nom que estableix que la protecció derivada de la immunitat comença des del moment en què es fan públics els resultats de les eleccions.
És net d'un polític que es deia igual que ell i fill del professor de dret penal a la Universitat de Palerm i membre Partit Socialista Italià Giovanni Musotto. Es va llicenciar en dret el 1969, va treballar com a advocat des del 1974 i com a pagès des del 1996. Musotto va obtenir el segon diploma en agricultura el 1998. Entre 1972 i 1975, va exercir de regidor municipal de Cefalù i entre el 1983 i el 1986 al Parlament de Sicília. El 1994 es va incorporar a Força Itàlia i fou escollit president de la província de Palerm. El 1995 va ser arrestat temporalment acusat de col·laborar amb la màfia. Fou escollit diputat europeu el 1999 i el 2004, formant part del Partit Popular Europeu, treballant al Comitè d'Afers Jurídics. Va abandonar el Parlament Europeu el 2008 quan va esdevenir diputat de l'Assemblea Regional Siciliana el 2008, un càrrec que va exercir fins al 2012. El 2009 va deixar el partit de Silvio Berlusconi i es va unir al Moviment per l'Autonomia.